# 上野 (八戸市)
上野（うわの）は、青森県八戸市にある大字の一つである。22の小字がある。

## 概要
八戸市の西端部に位置する地域である。
隣接する地区は、
- 北・東 - 大字櫛引
- 南 - 南部町大字法師岡
- 西 - 南部町大字小泉

である。地内の青い森鉄道線北高岩駅と国道104号沿いに住居が集中しており、地区の中心となっている。地区の大部分を農地や山林が占めており、東北新幹線と八戸自動車道の高架が地区を南北に通過している。

## 小字
- 字上野平（うわのたい）
- 字上野（うわの）
- 字大平森（おおひらもり）
- 字角内山（かくうちやま）
- 字上明戸（かみあけど）
- 字萱森（かやもり）
- 字久根合（くねあい）
- 字沢ノ上（さわのうえ）
- 字下ノ沢（きたのさわ）
- 字下明戸（しもあけど）
- 字白萩（しらはぎ）

- 字外山（そとやま）
- 字平（たいら）
- 字高岩（たかいわ）
- 字鳥河岸（とりかわぎし）
- 字西風張（にしかざはり）
- 字白蛇（はくじゃ）
- 字昼場（ひるば）
- 字吹張（ふきはり）
- 字古屋敷（ひるやしき）
- 字堀端（ほりばた）
- 字山在家（やまざいけ）

## 世帯数と人口
2017年（平成29年）4月30日現在の世帯数と人口は以下の通りである。
| 小字   | 世帯数  | 人口  |
| ------ | ------- | ----- |
| 上野   | 9世帯   | 22人  |
| 上野平 | 12世帯  | 30人  |
| 大平森 | 5世帯   | 7人   |
| 上明戸 | 4世帯   | 7人   |
| 萱森   | 7世帯   | 16人  |
| 久根合 | 19世帯  | 36人  |
| 沢ノ上 | 15世帯  | 32人  |
| 下ノ沢 | 2世帯   | 4人   |
| 外山   | 8世帯   | 18人  |
| 平     | 5世帯   | 7人   |
| 高岩   | 80世帯  | 167人 |
| 西風張 | 14世帯  | 32人  |
| 白蛇   | 3世帯   | 6人   |
| 昼場   | 5世帯   | 10人  |
| 古屋敷 | 23世帯  | 48人  |
| 堀端   | 64世帯  | 142人 |
| 山在家 | 35世帯  | 66人  |
| 下明戸 | 1世帯   | 2人   |
| 計     | 311世帯 | 652人 |

## 歴史
- 1889年（明治22年）4月1日 - 町村制施行により、三戸郡売市村、沢里村、根城村、田面木村、八幡村、櫛引村、坂牛村、上野村、沼館村が合併し、三戸郡館村が発足。館村大字上野となる。
- 1955年（昭和30年）4月1日 - 三戸郡館村が八戸市に編入され、八戸市大字上野となる。

## 交通

### 道路
- 国道104号
- 青森県道225号中野北高岩停車場線

### 鉄道
- 青い森鉄道青い森鉄道線
  - 北高岩駅

## 施設

### 公共施設
- 高岩簡易郵便局
- 高岩児童館

※地区内に学校はない。

### 工業
- 東北森紙業